# ابودالی، ادلب
ابودالی (به عربی: أبو دالی) یک روستا در سوریه است که در ناحیه تمانعه واقع شده‌است. ابودالی ۱٬۱۶۸ نفر جمعیت دارد.